# Pangaltı
Pangaltı (già Pangaldı) è un quartiere (in turco semt) del distretto di Şişli, nella parte europea di Istanbul. Sebbene non sia possibile tracciarne i confini esatti, trattandosi di un quartiere, si può dire che amministrativamente si estende sull'area coperta dalle mahalle di Halaskargazi, Bozkurt e Cumhuriyet. Si estende lungo Halâskârgazi Caddesi, l'asse principale del centro di Şişli, tra i quartieri di Osmanbey e Harbiye.
Il quartiere era un tempo densamente abitato da cristiani levantini, ma questa densità non si riscontra oggi. Il quartiere è anche il primo progetto abitativo pianificato di Istanbul.

## Etimologia
Il quartiere fu fondato su iniziativa di un italiano di nome Pancaldi, e l'origine della parola moderna Pangalti può essere fatta risalire al suo cognome. Il primo uso registrato nella storia è nella mappa Plan de Constantinople avec ses faubourgs, le port et une partie du Bosphore levé et vérifié d'après les changements les plus récents jusqu'en 1866 di Carl Stolpe, pubblicata nel 1866.

## Storia
In passato il quartiere era abitato principalmente da cristiani levantini. Il Collegio Militare Ottomano, fondato dal sultano Mahmud II, ebbe la sua sede in questo quartiere della città a partire dal 1848.
Nell'ambito della riqualificazione di Istanbul del 1860, quando nel 1864 fu costruito il viale tra Taksim e Pangaltı, i cimiteri cristiani di Taksim furono spostati a Şişli e al loro posto fu allestito un parco-giardino (in turco Taksim Gezisi). La chiesa cattolica armena di Anarad Hiğutyun (in armeno "Immacolata Concezione") (in turco Anarad Hiğutyun Ermeni Katolik Kilisesi) fu costruita nel 1866 in legno e dal 1971 al 1973 ricostruita in pietra.
La Scuola armena privata di Pangaltı (ex Mihitaryan Ermeni Mektebi o "Scuola Mihitaryan"), fondata a Kandilli nel 1811, serve il pubblico del quartiere dal 1866.  Era associata alla scuola delle Suore armene dell'Immacolata Concezione, fondata a Istanbul nel 1847. La scuola continua ancora oggi.
Durante il bombardamento di Istanbul, il 18 ottobre 1918 la zona fu colpita.

## Monumenti e luoghi d'Interesse
- Cimitero cattolico di Pangaltı.
- Cattedrale dello Spirito Santo